# Cotalvio
Cotalvio es un cerro y un monte situado en el municipio cántabro de Ruiloba. En la parte más destacada hay un vértice geodésico que marca una altitud de 303,60 m s. n. m. desde la base del pilar. Se llega aquí por la carretera que discurre entre Comillas y Novales. En el P.K. 16,200 se toma una pista a la derecha. 